# Iglesia del Naufragio de San Pablo
La Iglesia Colegiata Parroquial del Naufragio de San Pablo, también conocida simplemente como la Iglesia del Naufragio de San Pablo, es una iglesia parroquial católica en La Valeta, Malta. Es una de las iglesias más antiguas de La Valeta.

## Historia
San Pablo Apóstol es considerado el padre espiritual de los malteses. Su naufragio en Malta está descrito en el Nuevo Testamento (Hechos 28, 1). San Lucas escribió, "encontramos que la isla se llamaba Melita". : V 
La iglesia tiene sus orígenes en la década de 1570, fue diseñada por Girolamo Cassar y se completó en diciembre de 1582. La iglesia fue cedida a los padres jesuitas y se inició una nueva iglesia en 1639. La fachada de la iglesia fue reconstruida en 1885 según el diseño de Nicholas Zammit. : 6 

## Interior
La iglesia alberga bellas obras artísticas, incluido el magnífico retablo de Mateo Pérez de Alesio, las pinturas de Attilio Palombi y Giuseppe Calì. : 8, 15, 35 La estatua titular de madera de Pablo de Tarso fue tallada en 1659 por Melchiorre Cafà, hermano de Lorenzo Gafà, quien diseñó la cúpula. : 42, 18 La estatua desfila por las calles de La Valeta el día de la fiesta del naufragio de San Pablo, el 10 de febrero, a veces durante las fuertes lluvias. También se puede ver la reliquia de la muñeca derecha de San Pablo y parte de la columna de San Paolo alle Tre Fontane, en la que el santo fue decapitado en Roma. : 38, 60 

## Galería

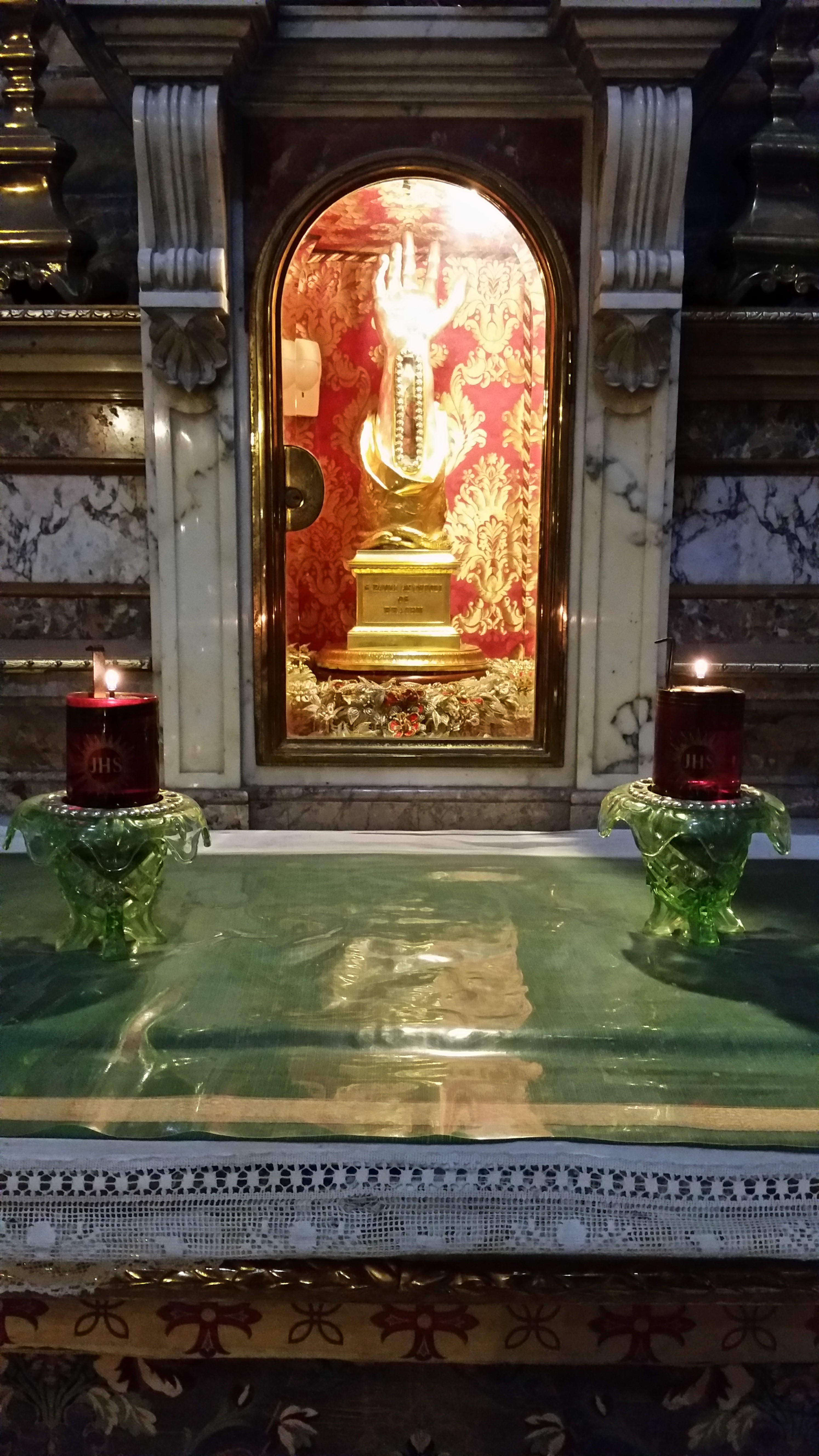
Reliquia de San Pablo
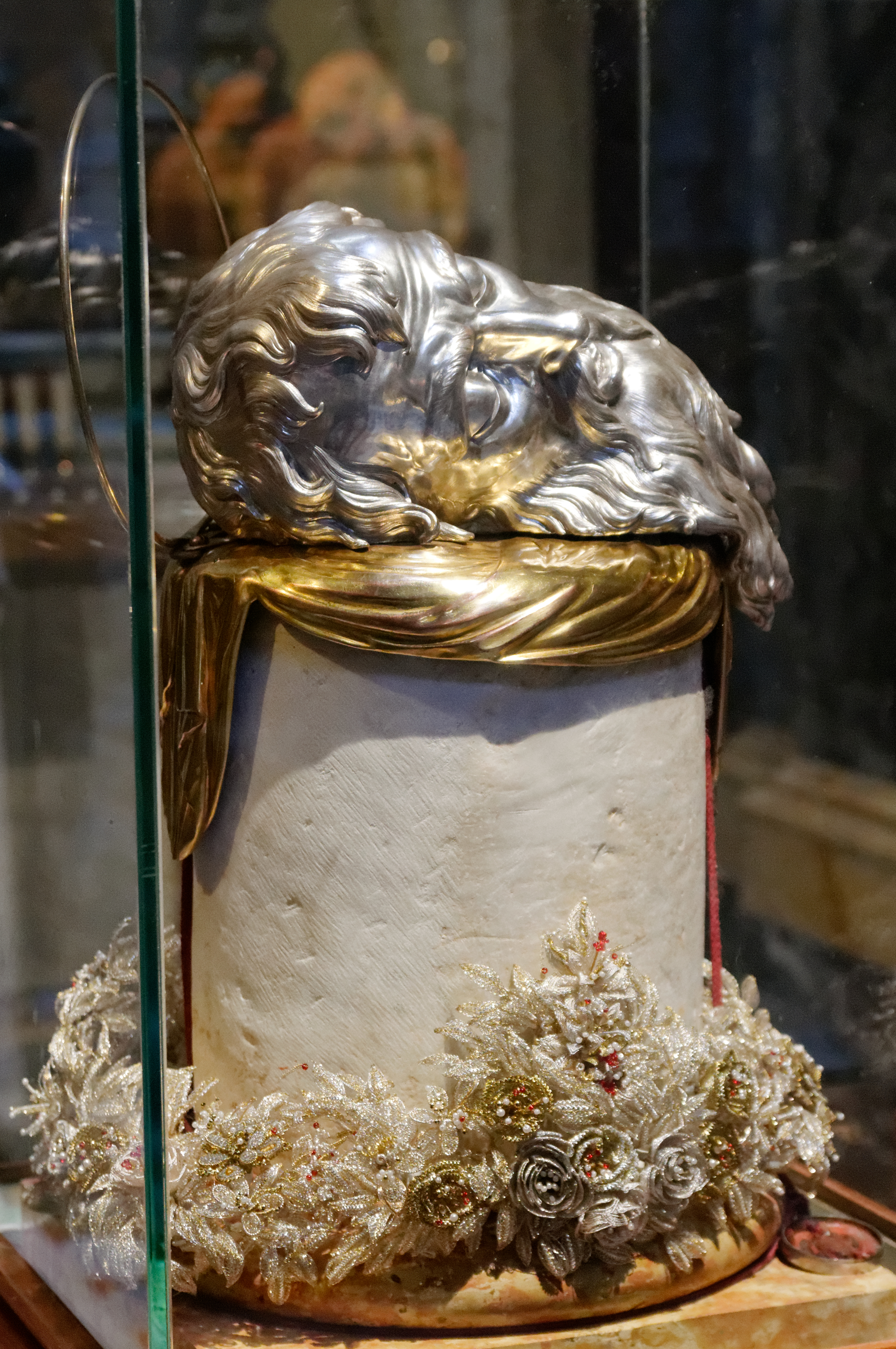
Parte de la columna en la que fue decapitado el santo en Roma